# Higashihiroshima
Higashihiroshima (japanska: 東広島市?, Higashihiroshima-shi) är en stad i Hiroshima prefektur i Japan. Staden fick stadsrättigheter 1974.  
Staden ligger öster om Hiroshima vilket även framgår av stadens namn som betyder "Östra Hiroshima".

## Kommunikationer
Higashi-Hiroshima station ligger på Sanyō Shinkansen-linjen som ger förbindelse med höghastighetståg till Hakata (Fukuoka) och Shin-Osaka (Osaka).